# Geografia política
A geografia política é um ramo de geografia (e, mais especificamente, da geografia humana) que se dedica ao estudo da interação entre sociedade, estado e território, particularmente das relações entre espaço e poder.
A noção de geografia política foi formulada pela primeira vez, como conhecimento científico, no século XIX, por Friedrich Ratzel (1844-1904), geógrafo alemão influenciado pelas pesquisas do geógrafo Alexandre de Humboldt (1769-1859), do naturalista Charles Darwin (1809-1882), e dos filósofos Friedrich Hegel (1770-1831) e Elisée Reclus (1830-1905).
Posteriormente, esse ramo de estudos desenvolveu-se principalmente em países anglo-saxões, interessando-se por todo o tipo de territórios (Estados, organizações regionais, entidades administrativas: do local ao global), mas também nas fronteiras, ou mesmo na ligação entre os habitantes e o seu território (ou territorialidade).
A geografia política moderna reflete as características políticas frente aos aspectos sócio-econômicos no âmbito local, regional, nacional e internacional. Os estudos desta área avaliam diversos fatores que determinaram uma situação já estabelecida como, por exemplo, as características demográficas frente ao desenvolvimento de um ramo da economia.

## Nascimento
Este ramo da geografia surgiu na obra "Politische Geographie" (Geografia Política, em português), do geógrafo alemão Friedrich Ratzel, publicada em 1897. Nessa obra, Ratzel concebe o Estado como um organismo territorial, mas seu objetivo não é explicar essa instituição por meio de uma metáfora com o desenvolvimento dos seres vivos, e sim como referência ao seu papel de articular o povo ao solo por meio de políticas territoriais. Portanto, esse autor entendia o Estado como organismo no sentido que o pensamento romântico dava a essa noção, ou seja, como um "todo" constituído por elementos naturais e humanos indissociáveis. A função primordial do Estado, razão de sua própria existência, era mobilizar os indivíduos para a realização de um objetivo comum, qual seja, a defesa e organização do território. Contudo, numa edição posterior desse livro, Ratzel concluiu que a comparação do Estado com um organismo não era produtiva .

## Instrumento ideológico
O estudo da geografia política existe desde a Grécia antiga. A contração das palavras "geografia política" deu origem ao termo geopolítica. O termo foi criado pelo cientista político sueco Rudolf Kjellén, no trabalho "Staten som Lifsform" ("O Estado como um organismo", em português), de 1916.
Na interpretação de alguns estudiosos, os conceitos da geopolítica podem ser direcionadas ao pensamento ideológico do Estado. Conforme os interesses e as concepções teóricas de um país, se criam aspectos que direcionam a visão do mundo. 
A definição dos estudiosos é que a geopolítica é uma forma para descrever tais coisas como: interpreta o espaço do ponto de vista do estado, e a geografia política, o estado pela visão do espaço. Um exemplo da utilização da geopolítica é do alemão Karl Haushofer, que tomou como verdadeiro algumas suposições e a utilizou como instrumento de propaganda, para interesses particulares, na Alemanha nazista.
Devido às teorias elaboradas pelos geopolíticos nazistas, os estudos de geografia política foram, por várias décadas, rejeitados pelos geógrafos, que os qualificavam como não científicos. Isso começou a mudar na década de 1970, quando ocorre a ascensão da geografia crítica, também chamada geocrítica. Um marco de grande importância nesse resgate da geografia política e da geopolítica, agora em novas bases teóricas e ideológicas, foi o lançamento do livro A geografia - isso serve, em primeiro lugar, para fazer a guerra, do geógrafo francês Yves Lacoste.